# Latte di giumenta

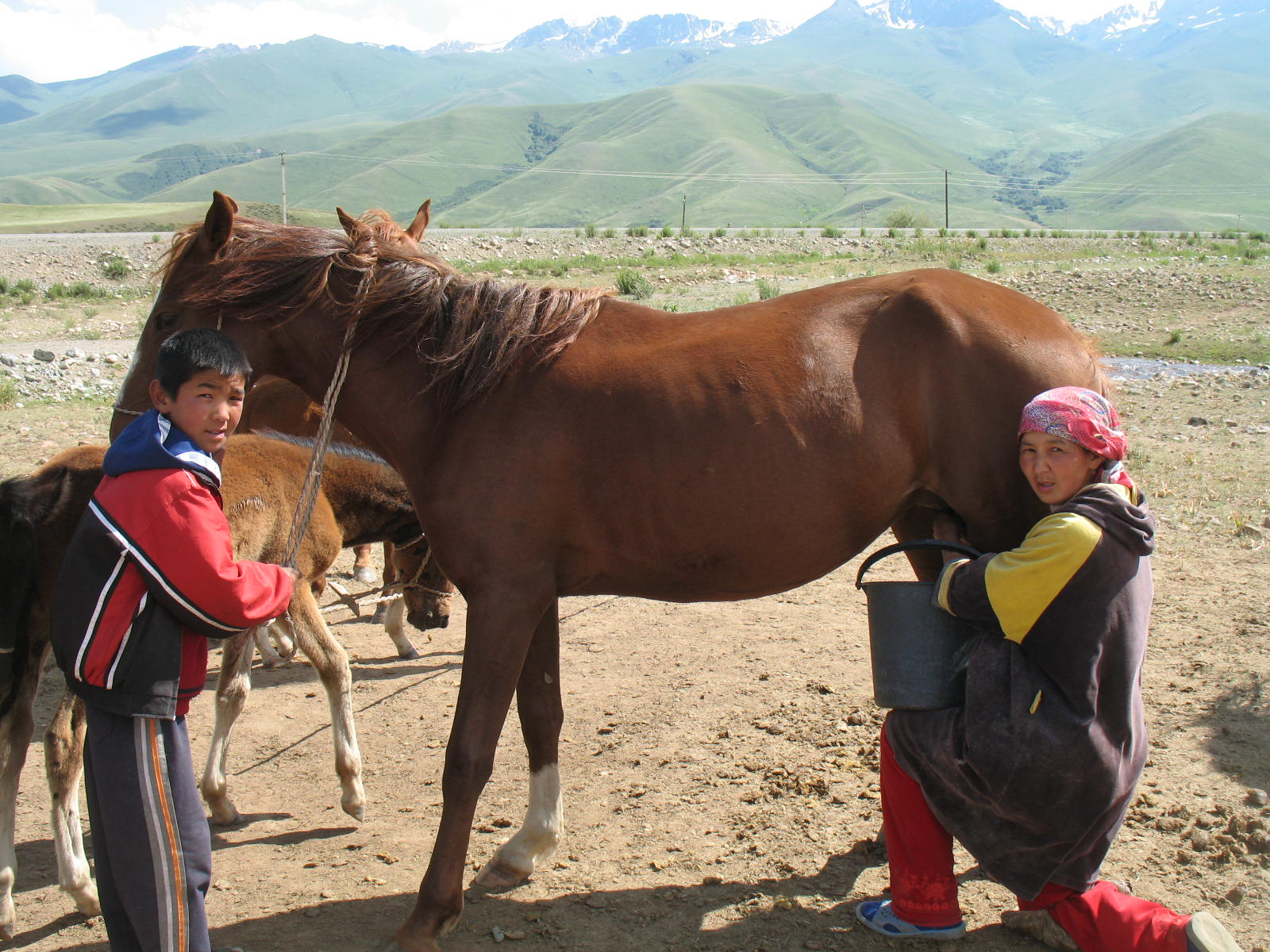
Mungitura di una giumenta in Kirghizistan

Il latte di giumenta è il latte prodotto dalla femmina del cavallo. 

## Composizione
Il latte di giumenta è, insieme al latte di asina, il latte più simile al latte materno umano con, in particolare, un basso tenore lipidico ed un elevato tasso di lattosio. La composizione del latte di giumenta può variare a seconda della razza, dell'ambiente, dell'alimentazione e dello stadio di lattazione. Mediamente è abbastanza simile al latte d'asina, rispetto al quale contiene una minore quantità di lisozima (700-800 mg/l contro i 1000-1400 mg/l del latte di asina), comunque superiore a quella contenuta nel latte materno umano (200-400 mg/l).

### Composizione per 100 grammi di prodotto
| Composizione del latte di cavalla, asina, umano, vacca |           |           |           |           |
| Parametro                                              | Cavalla   | Asina     | Donna     | Vacca     |
| pH                                                     | 7.18      | 7.0 – 7.2 | 7.0 – 7.5 | 6.6 – 6.8 |
| Proteine g/100g                                        | 1.5 – 2.8 | 1.5 – 1.8 | 0.9 – 1.7 | 3.1 – 3.8 |
| Grassi g/100g                                          | 0.5 – 2.0 | 0.3 – 1.8 | 3.5 – 4.0 | 3.5 – 3.9 |
| Lattosio g/100g                                        | 5.8 – 7.0 | 5.8 – 7.4 | 6.3 – 7.0 | 4.4 – 4.9 |
| Solidi Totali g/100 g                                  | 9.3-11.6  | 8.8-11.7  | 11.7-12.9 | 12.5-13.0 |
| Caseine g/100g                                         | 0.94-1.2  | 0.64-1.03 | 0.32-0.42 | 2.46-2.80 |
| Siero proteine g/100g                                  | 0.74-0.91 | 0.49-0.80 | 0.68-0.83 | 0.55-0.70 |
| NPN g/100 g                                            | 0.17-0.35 | 0.18-0.41 | 0.26-0.32 | 0.1-0.19  |
| % Caseine                                              | 50        | 47.28     | 26.06     | 77.23     |
| % Sieroproteine                                        | 38.79     | 36.96     | 53.52     | 17.54     |
| % NPN (azoto non proteico)                             | 11.21     | 15.76     | 20.42     | 5.23      |

## Produzione
La quantità di latte prodotta giornalmente da una giumenta è di circa 3 litri per ogni 100 Kg di peso dell’animale. La giumenta viene munta solo una volta al giorno e la mungitura deve avvenire in presenza del puledro. Il latte prodotto dalla giumenta non viene prelevato completamente, ma una parte della produzione viene lasciata al puledro. Per conservare le proprietà del latte si preferisce evitare i trattamenti termici e commercializzarlo congelato o liofilizzato.

## Uso alimentare
Insieme al latte di asina, il latte di giumenta è considerato come il latte più vicino a quello della donna, pertanto può essere utilizzato come sostituto del latte materno per i bambini allergici alle proteine del latte vaccino; nell'Europa occidentale e in particolare in Italia si preferisce però usare il latte d'asina, perché il latte di giumenta è più difficilmente reperibile. In Asia centrale il latte di giumenta è invece ampiamente utilizzato nell'alimentazione umana; oltre che per il consumo diretto, è usato per la preparazione di una bevanda fermentata, il kumis. Il latte di giumenta non è ritenuto adatto alla preparazione di formaggi, dato che non coagula con l'aggiunta di caglio bovino; è stata tuttavia messa a punto una tecnica di produzione di formaggi equini mediante l’impiego di chimosina ottenuta da cammello.